# Capitaine Apache
Capitaine Apache è una serie di fumetti western scritta da Roger Lécureux e disegnata da Norma. Il fumetto è uscito in edicola per la prima volta sul periodico per ragazzi Pif Gadget, di Éditions Vaillant, tra il 1975 e il 1986.

## Racconto
Okada è un adolescente nato da una madre nativa americana e da un padre irlandese di nome Johnny O'Wilburd. Padre e figlio si confronteranno con le ingiustizie e le discriminazioni del West americano. La serie si sviluppa per circa con un centinaio di puntate.

## Approfondimenti sull'opera
Dopo aver scritto la serie Kocis per il periodico Ivanhoé, Roger Lécureux volle riportare sulla scena un nativo americano in un fumetto western. Il disegnatore Norma, da parte sua, mostra l'influenza del fumettista franco/belga Blueberry nella serie. Le schede tematiche accompagnano talvolta gli episodi, conferendo loro una dimensione didattica all'opera.

## Album
La serie è stata pubblicata con una serie di album a partire dal 1980.
- Éditions Vaillant

1. Capitaine Apache, éd. Vaillant, maggio 1980 ISBN 2-261-00735-3[4]
2. L'enfance d'un guerrier, éd. Vaillant, ottobre 1980 ISBN 2-261-00779-5[5]
3. Fils contre père, éd. Vaillant, gennaio 1981 ISBN 2-261-00825-2[6]
4. Un papoose de ton âge, éd. Vaillant, giugno 1981 ISBN 2-261-00891-0[7]

- Éditions Messidor

1. Sang pour sang, éd. Messidor, coll. Pif, la Farandole, ottobre 1986 ISBN 2-209-05860-0[8]

- Soleil Productions

1. Capitaine Apache 1, éd. Soleil, coll. Soleil Junior, maggio 1995 ISBN 2-87764-339-5[9]
2. Capitaine Apache 2, éd. Soleil, coll. Soleil Junior, maggio 1995 ISBN 2-87764-340-9[10]

- Le Éditions du Taupinambour hanno poi pubblicato diversi libri completi negli anni 2010.[11]